# Lard
Pour les articles homonymes, voir Lard (homonymie).
Pour la friandise belge, voir Guimauve (confiserie).

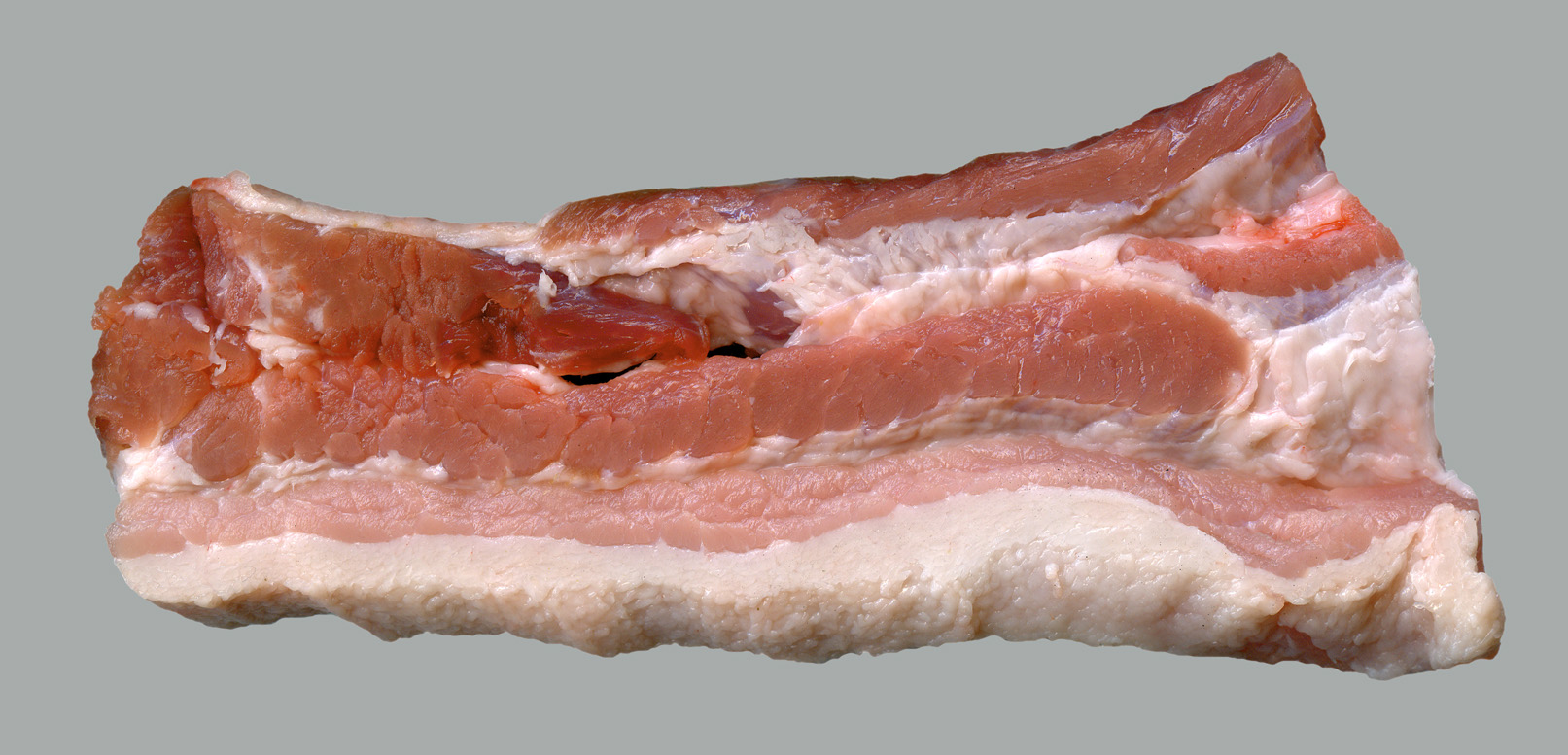
Lard.

Le lard (vient du latin lardum, orig. lāridum), parfois aussi appelé lard hypodermique ou bardière, voire par son nom en anglais bacon (lui-même issu de l'ancien français), est une graisse épaisse, située sous la peau du porc.

## Lard de porc
Le lard est le terme générique qui désigne trois parties du porc. Celles-ci se trouvent à hauteur du dos, de la poitrine et du ventre du porc. Le lard du dos, appelé « bardière », « panne », est essentiellement fait de graisse ; celui de la poitrine et du ventre contient davantage de viande.

### Les lards

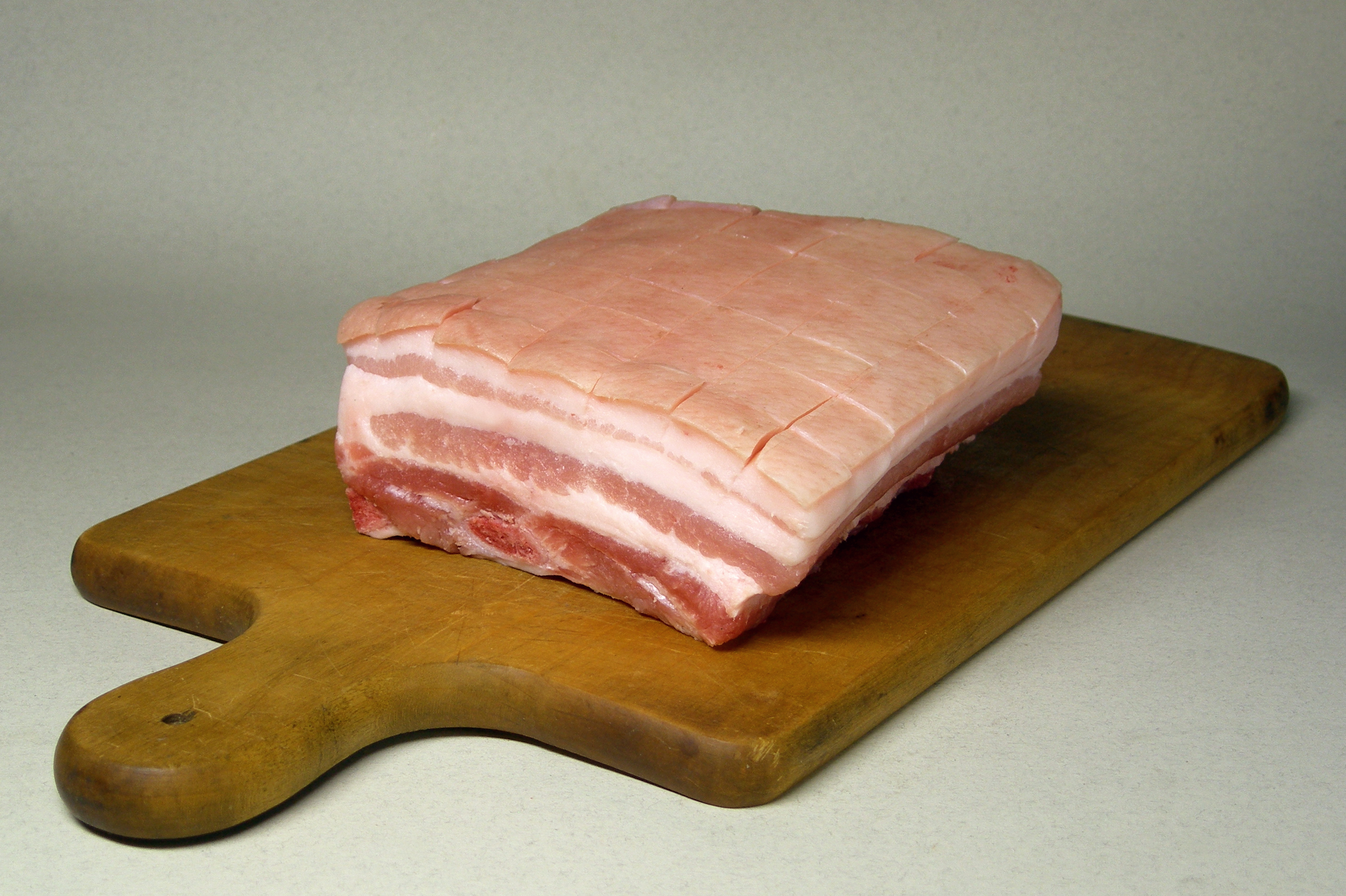
Poitrine de cochon.

- Barde, fine tranche de la partie grasse du lard de porc, utilisée pour entourer une pièce de viande.
- Panne, graisse épaisse du dos pour faire le saindoux et le pannage.
- Poitrine, devant des côtes avec la graisse et la viande.
- Lardons, du lard coupé en petits morceaux.
- Saindoux, graisse obtenue en faisant fondre la panne, puis en la laissant se figer de nouveau.
- Ventrèche (ventresca en occitan, pancetta en italien), couenne, viande et gras du ventre, de la panse.
- Dans les Vosges, le lard fumé, étant usité dans tous les plats, est considéré comme un condiment.

### Exemples de spécialités alimentaires créées à partir de lard de porc

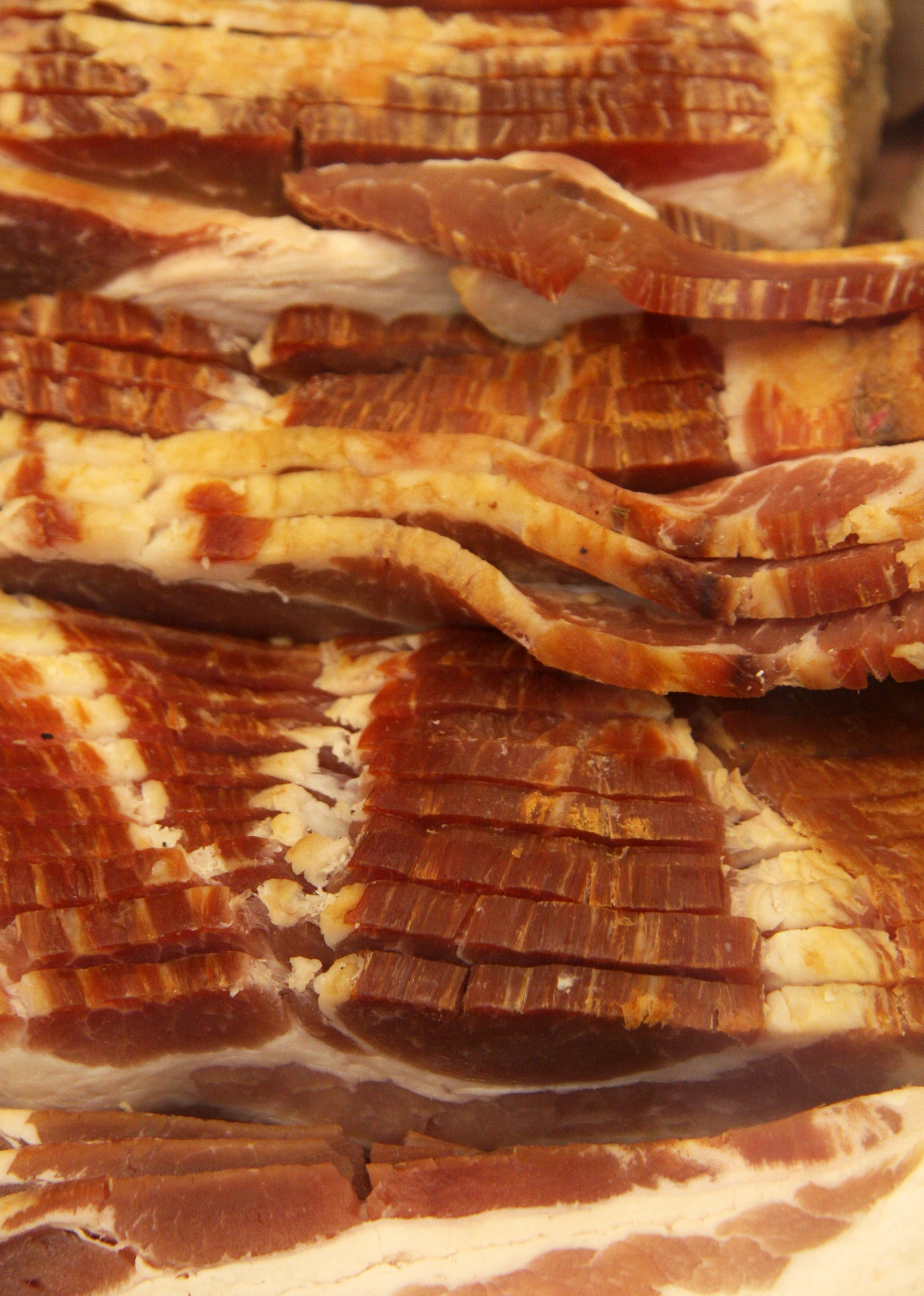
Tranches de bacon.

- Bacon, lard salé et/ou fumé dans les pays anglo-saxons, terme adopté mondialement.
- Boucané, à La Réunion.
- Cargolade (escargots) en pays catalan utilisant le saindoux.
- Deux variantes du dōngpō ròu et du fànzhēng ròu, trois recettes chinoises à cuisson longue, rendant le lard bien fondant en bouche.
- Choucroute d'Alsace, comportant du lard parfois fumé, la panne est utilisée pour éviter de brûler le chou lors de la cuisson.
- Fèves au lard, en Amérique du Nord.
- Fricandeaux, en Suisse, qui allient de fines tranches de bœuf et de lard.
- Fricassée au tourain limousine.
- Lard sec du Valais IGP, en Valais.
- Lardo di Colonnata, en Toscane.
- Oreilles de crisse, au Québec.
- Quiche lorraine ; tarte aux œufs et au bacon.
- Rillons, mets traditionnel originaire de la Touraine, dont l'origine remonte probablement au Moyen Âge.
- Salami, en Italie.
- Slănina, de Roumanie.
- Tarte flambée, d'Alsace, de la Moselle germanophone ou de la Cuisine allemande
- Xingar basque.
- Panzetta et lonzu, en Corse.
- Bortsch ukrainien.

## Lard de mammifère marin

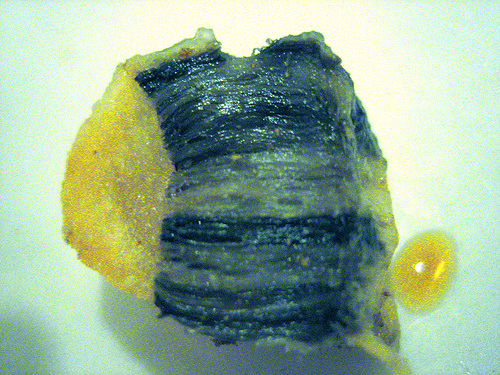
Lard de baleine.

Également appelé blubber par anglicisme, c'est une couche de graisse sous-cutanée, présente chez la plupart des cétacés, pinnipèdes et siréniens, constituant du tissu adipeux. Elle est fortement vascularisée, à haute teneur en fibres de collagènes, et sert à ces animaux d'isolant et de réserve d'énergie. Dotée d'une très forte teneur en acides gras Oméga-3 et en vitamine D, c'est un constituant essentiel du régime alimentaire traditionnel des Inuits et des populations du nord de l'Europe.
On le trouve encore actuellement dans la cuisine islandaise sous le nom de rengi ; chez les Inuits, sous le nom de mutmuk ; en Suède, sous l'appellation de späck, ou en Norvège, sous celui de spekk.
Le lard de baleine était fondu pour produire de l'huile de baleine, souvent abusivement appelée « huile de poisson », utilisée comme huile pour des lampes, ou dans diverses industries (draperie, corroyage) ou pour la fabrication de produits comme le savon, certaines peintures, ou le brai, qui était un mélange de gomme, de résine, de poix et autres matériaux hydrofuges comme de l’huile animale, dont on se servait pour calfater la coque des navires,.

## Lard végétal
À la suite d'une décision du Conseil d'État du 28 janvier 2025, les termes lard ou bacon peuvent en France également décrire une alternative végétale,.

## Le lard dans les expressions françaises
- « C'est du lard ou du cochon ? »
- « Entrelarder »
- « Faire du lard »
- « Se frotter le lard » : se caresser
- « Gros lard »
- « Larder »
- « Rentrer dans le lard »
- « Tête de lard »